# سايبرترون
سايبرترون كوكب خيالي، يعد عالم ومسقط رأس المتحولون ومختلف الشخصيات التي أنتجت بواسطة هاسبرو. في السلسلة اليابانية، يشار إلى الكوكب كذلك باسم "Cybertron"، يعتبر الكوكب المنشأ الوحيد للأليين ويدعم كل أشكال الحياة الميكانيكية ذاتية التكوين.